# Filmografia de Bae Suzy
Bae Suzy (hangul: 배수지; nascida em 10 de outubro de 1994), mais conhecida pelo monônimo Suzy, é uma cantora e atriz sul-coreana. Ela foi integrante do grupo feminino o Miss A sob a JYP Entertainment.

## Filme
| Ano  | Título                | Papel                 | Notas                  | Ref.        |
| ---- | --------------------- | --------------------- | ---------------------- | ----------- |
| 2012 | Architecture 101      | Yang Seo-yeon (jovem) |                        | [ 2 ]       |
| 2015 | The Sound of a Flower | Jin Chae-seon         |                        | [ 3 ]       |
| 2017 | Real                  | Tattooist             | Cameo                  | [ 4 ]       |
| 2019 | Ashfall               | Choi Ji-young         |                        | [ 5 ] [ 6 ] |
| 2020 | Live Your Strength    | Suzy                  | Lancôme curta-metragem | [ 7 ] [ 8 ] |
| 2024 | Wonderland            | Jeong-in              |                        | [ 9 ]       |

## Séries de televisão
| Ano  | Título                     | Papel                                         | Notas                            | Ref.          |
| ---- | -------------------------- | --------------------------------------------- | -------------------------------- | ------------- |
| 2011 | Dream High                 | Go Hye-mi                                     |                                  | [ 10 ]        |
| 2011 | Drama Special              | Namorada                                      | Episódio: "Human Casino" (cameo) | [ 11 ]        |
| 2012 | Dream High 2               | Si mesma                                      | Episódio 15 (cameo)              | [ 12 ]        |
| 2012 | I Need a Fairy             | Aspirante a atriz                             | Episódio 26 (cameo)              | [ 13 ]        |
| 2012 | Big                        | Jang Ma-ri                                    |                                  | [ 14 ]        |
| 2013 | Gu Family Book             | Dam Yeo-wool                                  |                                  | [ 15 ]        |
| 2014 | My Love from the Star      | Go Hye-mi                                     | Episódio 17 (cameo)              | [ 16 ]        |
| 2014 | Pinocchio                  | A pretendente do encontro às cegas de Beom-jo | Episódio 12 (cameo)              | [ 17 ]        |
| 2016 | Uncontrollably Fond        | Noh-eul                                       |                                  | [ 18 ]        |
| 2017 | While You Were Sleeping    | Nam Hong-ju                                   |                                  | [ 19 ]        |
| 2019 | Vagabond                   | Go Hae-ri                                     |                                  | [ 20 ]        |
| 2020 | Start-Up                   | Seo Dal-mi                                    |                                  | [ 21 ]        |
| 2024 | Everything Shall Come True | Ga-young                                      |                                  | [ 22 ] [ 23 ] |

## Webséries
| Ano  | Título | Papel               | Ref.   |
| ---- | ------ | ------------------- | ------ |
| 2022 | Anna   | Lee Yumi / Lee Anna | [ 24 ] |
| 2023 | Doona! | Lee Doo-na          | [ 25 ] |

## Programas de televisão
| Ano     | Título                               | Função           | Notas        | Ref.   |
| ------- | ------------------------------------ | ---------------- | ------------ | ------ |
| 2011–12 | Invincible Youth 2                   | Membro do elenco |              | [ 26 ] |
| 2012    | Style Log: Weekly – Much Wanted Life | Narradora        |              | [ 27 ] |
| 2013    | Real Man                             | Narradora        |              | [ 28 ] |
| 2014    | Connection                           | Narradora        |              | [ 29 ] |
| 2017    | Off The Record, Suzy                 | Si mesma         | Documentário | [ 30 ] |

## Apresentadora
| Ano  | Título                                   | Notas                                             | Ref.   |
| ---- | ---------------------------------------- | ------------------------------------------------- | ------ |
| 2010 | Show! Music Core                         | com Park Ji-yeon, Choi Min-ho e Onew              | [ 31 ] |
| 2011 | Show! Music Core                         | com Park Ji-yeon, Choi Min-ho e Onew              | [ 32 ] |
| 2011 | 5th Mnet 20's Choice Awards              | com Song Joong-ki                                 | [ 33 ] |
| 2012 | 21st Seoul Music Awards                  | com Tak Jae-hoon e Shin Hyun-joon                 | [ 34 ] |
| 2012 | 26th Golden Disc Awards                  | com Lee Hong-gi                                   | [ 35 ] |
| 2012 | M! Countdown One Asia Tour 'Hello Japan' | com Lee Joon                                      | [ 36 ] |
| 2012 | 18th Korea Musical Awards                | com Kim Won-jun                                   | [ 37 ] |
| 2012 | MBC College Musicians Festival           | com Lee Juck                                      | [ 38 ] |
| 2012 | 11th KBS Entertainment Awards            | com Shin Dong-yup e Lee Ji-ae                     | [ 39 ] |
| 2012 | SBS Gayo Daejeon                         | com IU e Jung Gyu-woon                            | [ 40 ] |
| 2013 | 22nd Seoul Music Awards                  | com Tak Jae-hoon                                  | [ 41 ] |
| 2013 | Korean Music Wave in Bangkok             | com Nichkhun, Choi Min-ho, Jo kwon e Park Ji-yeon | [ 42 ] |
| 2013 | 8th Seoul International Drama Awards     | com Lee Sung-jae                                  | [ 43 ] |
| 2013 | Music Bank World Tour in Istanbul        | com Cho Kyu-hyun, Yoon Doo-joon e Ayşe Süberker   | [ 44 ] |
| 2013 | KBS Song Festival                        | com Lee Hwi-jae e Yoon Shi-yoon                   | [ 45 ] |
| 2014 | MBC Infinite Dream Concert               | com Lee Hanee, Sung Si-kyung, Lee Deok-hwa        | [ 46 ] |
| 2016 | 52nd Baeksang Arts Awards                | com Shin Dong-yup                                 | [ 47 ] |
| 2017 | 53rd Baeksang Arts Awards                | com Park Joong-hoon                               | [ 48 ] |
| 2018 | 54th Baeksang Arts Awards                | com Shin Dong-yup e Park Bo-gum                   | [ 49 ] |
| 2019 | 55th Baeksang Arts Awards                | com Shin Dong-yup e Park Bo-gum                   | [ 50 ] |
| 2020 | 56th Baeksang Arts Awards                | com Shin Dong-yup e Park Bo-gum                   | [ 51 ] |
| 2021 | 57th Baeksang Arts Awards                | com Shin Dong-yup                                 | [ 52 ] |
| 2022 | 58th Baeksang Arts Awards                | com Shin Dong-yup e Park Bo-gum                   | [ 53 ] |
| 2023 | 59th Baeksang Arts Awards                | com Shin Dong-yup e Park Bo-gum                   | [ 54 ] |

## Clipes musicais
| Ano  | Título             | Artista(s)      | Ref.   |
| ---- | ------------------ | --------------- | ------ |
| 2011 | Pretty But Hateful | Son Ho-young    | [ 55 ] |
| 2018 | First Love         | Epitone Project | [ 56 ] |
| 2022 | Celeb              | Psy             | [ 57 ] |